# Abdulaziz Azizow
Abdulaziz Kurbanowicz Azizow (ros. Абдулазиз Курбанович Азизов; ur. 29 marca 1968) – radziecki i rosyjski zapaśnik walczący w stylu wolnym. Zajął 29. miejsce na mistrzostwach świata w 1995. Brązowy medalista mistrzostw Europy w 1993. Wicemistrz ZSRR w 1988 i 1991; trzeci w 1989. Mistrz Rosji w 1994 i 1995 roku.